# Championnat du monde de Superbike 1998
Navigation
Championnat 1997 Championnat 1999
Le Championnat du monde de Superbike 1998 est la 11e édition du Championnat du monde de Superbike.

La saison a débuté le 2 mars et s'est terminée le 4 octobre après 12 manches.
Carl Fogarty a remporté le titre pilote avec 3 victoires et Ducati le titre constructeur.

## Système de points
| Position | 1  | 2  | 3  | 4  | 5  | 6  | 7 | 8 | 9 | 10 | 11 | 12 | 13 | 14 | 15 |
| Points   | 25 | 20 | 16 | 13 | 11 | 10 | 9 | 8 | 7 | 6  | 5  | 4  | 3  | 2  | 1  |

## Calendrier
| Nb | Date        | Pays           | Circuit        | Course 1            | Course 2            | Rapport |
| -- | ----------- | -------------- | -------------- | ------------------- | ------------------- | ------- |
| 1  | 22 mars     | AUS            | Phillip Island | Carl Fogarty        | Noriyuki Haga       | Rapport |
| 2  | 13 avril    | GBR            | Donington      | Noriyuki Haga       | Noriyuki Haga       | Rapport |
| 3  | 10 mai      | Italie         | Monza          | Colin Edwards       | Colin Edwards       | Rapport |
| 4  | 24 mai      | Espagne        | Albacete       | Pierfrancesco Chili | Carl Fogarty        | Rapport |
| 5  | 7 juin      | Allemagne      | Nürburgring    | Aaron Slight        | Pierfrancesco Chili | Rapport |
| 6  | 21 juin     | San Marino     | Misano         | Aaron Slight        | Aaron Slight        | Rapport |
| 7  | 5 juillet   | Afrique du Sud | Kyalami        | Pierfrancesco Chili | Pierfrancesco Chili | Rapport |
| 8  | 12 juillet  | USA            | Laguna Seca    | Troy Corser         | Noriyuki Haga       | Rapport |
| 9  | 2 août      | EU             | Brands Hatch   | Colin Edwards       | Troy Corser         | Rapport |
| 10 | 30 août     | Autriche       | Zeltweg        | Aaron Slight        | Aaron Slight        | Rapport |
| 11 | 6 septembre | Pays-Bas       | Assen          | Pierfrancesco Chili | Carl Fogarty        | Rapport |
| 12 | 4 octobre   | JPN            | Sugo           | Keiichi Kitagawa    | Noriyuki Haga       | Rapport |

## Classements

### Pilotes
| Pos | Pilote               | Constructeur | Points | Victoires |
| --- | -------------------- | ------------ | ------ | --------- |
| 1   | Carl Fogarty         | Ducati       | 351.5  | 3         |
| 2   | Aaron Slight         | Honda        | 347    | 5         |
| 3   | Troy Corser          | Ducati       | 328.5  | 2         |
| 4   | Pierfrancesco Chili  | Ducati       | 293.5  | 5         |
| 5   | Colin Edwards        | Honda        | 277.5  | 3         |
| 6   | Noriyuki Haga        | Yamaha       | 258    | 5         |
| 7   | Akira Yanagawa       | Kawasaki     | 258    | 0         |
| 8   | Jamie Whitham        | Suzuki       | 175    | 0         |
| 9   | Peter Goddard        | Suzuki       | 155    | 0         |
| 10  | Scott Russell        | Yamaha       | 130.5  | 0         |
| 11  | Neil Hodgson         | Kawasaki     | 124.5  | 0         |
| 12  | Gregorio Lavilla     | Ducati       | 83.5   | 0         |
| 13  | Piergiorgio Bontempi | Kawasaki     | 58     | 0         |
| 14  | Alessandro Gramigni  | Ducati       | 56     | 0         |
| 15  | Igor Jerman          | Kawasaki     | 47     | 0         |
| 16  | Keiichi Kitagawa     | Suzuki       | 36     | 1         |
| 17  | Akira Ryo            | Suzuki       | 36     | 0         |
| 18  | Andreas Meklau       | Ducati       | 31     | 0         |
| 19  | Niall Mackenzie      | Yamaha       | 26     | 0         |
| 20  | Steve Hislop         | Yamaha       | 26     | 0         |
| 21  | Lucio Pedercini      | Ducati       | 26     | 0         |
| 22  | Ben Bostrom          | Honda        | 22     | 0         |
| 23  | Mark Willis          | Suzuki       | 17     | 0         |
| 24  | Wataru Yoshikawa     | Yamaha       | 16     | 0         |
| 25  | Udo Mark             | Suzuki       | 13     | 0         |
| 26  | Andrew Stroud        | Kawasaki     | 13     | 0         |
| 27  | Jamie Hacking        | Yamaha       | 12     | 0         |
| 28  | Chris Walker         | Kawasaki     | 9      | 0         |
| 29  | Erkka Korpiaho       | Kawasaki     | 9      | 0         |
| 30  | Kensuke Haga         | Yamaha       | 8      | 0         |
| 31  | Shinichi Itoh        | Honda        | 8      | 0         |
| 32  | Doug Chandler        | Kawasaki     | 8      | 0         |
| 33  | Mario Innamorati     | Kawasaki     | 8      | 0         |
| 34  | Shinya Takeishi      | Kawasaki     | 7      | 0         |
| 35  | James Haydon         | Suzuki       | 7      | 0         |
| 36  | Steve Martin         | Ducati       | 6      | 0         |
| 37  | Jean-Marc Delétang   | Yamaha       | 5      | 0         |
| 38  | Sean Emmett          | Ducati       | 5      | 0         |
| 39  | Frédéric Protat      | Ducati       | 5      | 0         |
| 40  | Troy Bayliss         | Ducati       | 4      | 0         |

### Constructeurs
| Pos | Constructeur | Pts   |
| --- | ------------ | ----- |
| 1   | Ducati       | 487.5 |
| 2   | Honda        | 416.5 |
| 3   | Yamaha       | 307   |
| 4   | Suzuki       | 252   |
| 5   | Kawasaki     | 251   |